# 2014 ve filmu
Toto je seznam filmů, jejichž premiéra se uskutečnila v roce 2014.

## České filmy
- 10 pravidel jak sbalit holku (režie: Karel Janák)
- Andělé všedního dne
- Babovřesky 2 (režie: Zdeněk Troška)
- Bohumil Hrabal „Takže se stalo, že...“ (dokumentární film, režie: Oliver Malina-Morgenstern)
- Bony a klid 2 (režie: Vít Olmer)
- Cesta ven (režie: Petr Václav)
- Dál nic (dokumentární film, režie: Ivo Bystřičan)
- Danielův svět (dokumentární film, režie: Veronika Lišková)
- Dědictví aneb Kurvaseneříká (režie: Robert Sedláček)
- Díra u Hanušovic (režie: Miroslav Krobot)
- Eugéniové (česko-slovenský dokumentární film, režie: Pavel Štingl)
- Fair Play (česko-slovensko-německý film, režie: Andrea Sedláčková)
- Gottland (povídkový film, režie: Viera Čákanyová, Petr Hátle, Rozálie Kohoutová, Lukáš Kokeš, Klára Tasovská)
- Hany (režie: Michal Samir)
- Husí kůže - Zimomriavky (dokumentární film, režie: Martin Hanzlíček)
- Kandidát (slovensko-český film, režie: Jonáš Karásek)
- Krásno (režie: Ondřej Sokol)
- Liga nepotřebných (amatérský film, režie: Lukáš Šimandl)
- Lovci a oběti
- Magický hlas rebelky (dokumentární film, režie: Olga Sommerová)
- Místa (česko-slovenský film, režie: Radim Špaček)
- Mnich (barmsko-český film, režie: Maw Naing Aung)
- Na druhý pohled
- Něžné vlny (režie: Jiří Vejdělek)
- Odborný dohled nad východem Slunce (režie: Pavel Göbl)
- Olga (dokumentární film, režie: Miroslav Janek)
- Opři žebřík o nebe (dokumentární film, režie: Jana Ševčíková)
- Ostře sledované vlaky (obnovená premiéra, režie: Jiří Menzel)
- Parádně pokecal (režie: Tomáš Pavlíček)
- Piknik
- Plán (dokumentární film, režie: Benjamin Tuček)
- Pohádkář
- Pojedeme k moři (režie: Jiří Mádl)
- Schmitke (česko-německý film, režie: Štěpán Altrichter)
- Sputnik (německo-belgicko-český film, režie: Markus Dietrich, Pavel Strnad)
- Století Miroslava Zikmunda (dokumentární film, režie: Petr Horký)
- Trabantem až na konec světa (dokumentární film, režie: Dan Přibáň)
- Tři bratři (režie: Jan Svěrák)
- Vejška (režie: Tomáš Vorel)
- vlna vs. břeh (slovensko-český dokumentární film, režie: Martin Štrba)
- Všechny moje děti (slovensko-český dokumentární film, režie: Ladislav Kaboš)
- Všiváci (režie: Roman Kašparovský)
- Zakázané uvolnění (režie: Jan Hřebejk)
- Zejtra napořád (režie: Rudolf Havlík)
- Ztracen 45 (dokumentární film, režie: Josef Císařovský)

## Zahraniční filmy
- 12 let v řetězech
- 22 Jump Street
- 300: Vzestup říše
- Až na dno
- Bella a Sebastián
- Birdman
- Blízko od sebe
- Captain America: Návrat prvního Avengera
- Divergence
- Dobrodružství pana Peabodyho a Shermana
- Expendables: Postradatelní 3
- Godzilla
- Grandhotel Budapešť
- Herkules: Zrození legendy
- Hobit: Bitva pěti armád
- Hunger Games: Síla vzdoru 1. část
- Hvězdy nám nepřály
- Jack to a King - The Swansea Story
- Kalvárie
- Kouzlo měsíčního svitu
- Kráska a zvíře
- Labyrint: Útěk
- LEGO příběh
- Lilting
- Lucy
- Na hraně zítřka
- Need for Speed
- Noe
- Non-stop
- Památkáři
- Pompeje
- Poslední cyklista
- Rio 2
- RoboCop
- Rychle a zběsile 7
- Sacro GRA
- Sex Tape
- Sin City: Ženská, pro kterou bych vraždil
- Strážci Galaxie
- Špinavý trik
- Teorie všeho
- Transcendence
- Transformers: Zánik
- Velká oříšková loupež
- Veronica Marsová
- Vlk z Wall Street
- V nitru Llewyna Davise
- Zimní příběh
- Zloba – Královna černé magie
- Zvonilka a piráti

## Ocenění a festivaly
Ceny udělované za počiny v roce 2014.
- 87. ročník udílení Oscarů, nejlepší film: Birdman, režie: Alejandro González Iñárritu – 22. února 2015
- 72. ročník udílení Zlatých glóbů, nejlepší film: Chlapectví, režie Richard Linklater – 11. ledna 2015
- Český lev 2014, nejlepší film: Cesta ven, režie: Petr Václav – 21. února 2015
- MFFKV: Křišťálový glóbus – Kukuřičný ostrov (Gruzie), režie Georgij Ovašvili
- FF v Cannes: Zlatá palma – Zimní spánek (Turecko / Německo / Francie), režie Nuri Bilge Ceylan

## Nejvýdělečnější filmy roku
Tabulka uvádí deset nejvýdělečnějších filmů, jejichž premiéra proběhla v roce 2014. Částky jsou uvedeny v amerických dolarech.
| Top 10 nejvýdělečnějších filmů 2014 | Top 10 nejvýdělečnějších filmů 2014      | Top 10 nejvýdělečnějších filmů 2014 | Top 10 nejvýdělečnějších filmů 2014 |
| Pořadí | název filmu                              | celosvětové tržby $                 |                                     |
| --- | ---------------------------------------- | ----------------------------------- | ----------------------------------- |
| 1. | Transformers: Zánik                      | 1 104 054 000                       |                                     |
| 2. | Hobit: Bitva pěti armád                  | 956 019 000                         |                                     |
| 3. | Strážci Galaxie                          | 773 312 000                         |                                     |
| 4. | Zloba: Královna černé magie              | 758 540 000                         |                                     |
| 5. | Hunger Games: Síla vzdoru1. část         | 755 356 000                         |                                     |
| 6. | X-Man: Budoucí minulost                  | 747 863 000                         |                                     |
| 7. | Captain Amerixa: Návrat prvního avengera | 714 422 000                         |                                     |
| 8. | Úsvit planety opic                       | 710 745 000                         |                                     |
| 9. | The Amazing Spiderman 2                  | 709 000 000                         |                                     |
| 10. | Interstellar                             | 675 020 000                         |                                     |
| Transformers: Zánik se stal 19. filmem historie, jehož tržby překročily jednu miliardu dolarů a na počátku roku 2015 figuroval na 10. místě nejvýdělečnější filmů všech dob. |                                          |                                     |                                     |

### Česko
Následující seznam řadí filmy podle návštěvnosti v českých kinech v roce 2014. Tržby a návštěvnost jsou uvedeny pouze za rok 2014.
| Pořadí | Titul                   | Česká premiéra     | Diváků  | Tržby (Kč) |
| ------ | ----------------------- | ------------------ | ------- | ---------- |
| 1.     | Tři bratři              | 14. srpna 2014     | 661 378 | 73 549 281 |
| 2.     | Hobit: Bitva pěti armád | 11. prosince 2014  | 566 694 | 87 368 947 |
| 3.     | Jak vycvičit draka 2    | 19. června 2014    | 423 903 | 56 259 653 |
| 4.     | Vlk z Wall Street       | 16. ledna 2014     | 297 510 | 41 203 347 |
| 5.     | Rio 2                   | 10. dubna 2014     | 257 765 | 31 405 727 |
| 6.     | Babovřesky 2            | 20. února 2014     | 245 494 | 31 508 187 |
| 7.     | Něžné vlny              | 9. ledna 2014      | 232 717 | 30 104 929 |
| 8.     | Interstellar            | 6. listopadu 2014  | 231 241 | 32 143 828 |
| 9.     | Tučňáci z Madagaskaru   | 27. listopadu 2014 | 225 767 | 26 365 220 |
| 10.    | Transformers: Zánik     | 26. června 2014    | 214 466 | 32 592 478 |